# باشگاه فوتبال کوفه
باشگاه فوتبال کوفه (به عربی: نادي الكوفه) یک باشگاه فوتبال عراقی در شهر کوفه می‌باشد.